# Malcus flavidipes
Malcus flavidipes är en insektsart som beskrevs av Carl Stål 1860. Malcus flavidipes ingår i släktet Malcus och familjen Malcidae. Inga underarter finns listade i Catalogue of Life.